# چیومیچه
چیومیچه (به لهستانی:  Ciumicze) یک روستا در لهستان است که در گمینا کرنکی واقع شده‌است.